# Bayer 04 Leverkusen Fußball 2012-2013 (femminile)
Questa voce raccoglie le informazioni riguardanti il Bayer 04 Leverkusen Fußball nelle competizioni ufficiali della stagione 2012-2013.

## Divise e sponsor
La grafica adottata era la stessa del Bayer Leverkusen maschile. Il main sponsor era Sunpower mentre quello tecnico, fornitore delle tenute da gioco, era Adidas.
|  | Casa Maglia |  | Casa Alternativa |  | Casa Alternativa 2 |  | Trasferta Maglia |  | Terza Maglia |

## Organigramma societario
Come da sito ufficiale, aggiornato al 29 marzo 2013.
Area tecnica
- Allenatore: Thomas Obliers
- Vice allenatore: Friedel Baumann
- Allenatore dei portieri:
- Preparatore atletico: Alois Gmeiner
- Fisioterapista: Annette Lange
- Teammanager: Maruan Azrak

## Rosa
Rosa, ruoli e numeri di maglia come da sito ufficiale, integrati dal sito della Federcalcio tedesca (DFB).
| N. |                     | Ruolo | Calciatrice         |
| -- | ------------------- | ----- | ------------------- |
| 1  | Germania (bandiera) | P     | Lisa Schmitz        |
| 2  | Germania (bandiera) | C     | Audrey Knopp        |
| 3  | Germania (bandiera) | D     | Laura Leluschko     |
| 4  | Germania (bandiera) | C     | Kathrin Hendrich    |
| 5  | Germania (bandiera) | D     | Marisa Ewers        |
| 6  | Germania (bandiera) | C     | Claudia Götte       |
| 7  | Germania (bandiera) | C     | Isabel Kerschowski  |
| 8  | Germania (bandiera) | C     | Ramona Petzelberger |
| 9  | Germania (bandiera) | D     | Merle Barth         |
| 10 | Germania (bandiera) | A     | Turid Knaak         |
| 11 | Germania (bandiera) | A     | Eunice Beckmann     |
| 13 | Germania (bandiera) | D     | Marith Prießen      |
| 14 | Germania (bandiera) | C     | Carolin Dej         |

| N. |                     | Ruolo | Calciatrice        |
| -- | ------------------- | ----- | ------------------ |
| 16 | Germania (bandiera) | C     | Melanie Heep       |
| 17 | Germania (bandiera) | C     | Marina Hegering    |
| 18 | Germania (bandiera) | C     | Alina Calicchio    |
| 19 | Germania (bandiera) | A     | Lisa Schwab        |
| 20 | Germania (bandiera) | P     | Anna Klink         |
| 21 | Germania (bandiera) | C     | Francesca Weber    |
| 22 | Germania (bandiera) | D     | Sarah Peters       |
| 23 | Germania (bandiera) | D     | Isabelle Linden    |
| 24 | Germania (bandiera) | C     | Lena Steinbach     |
| 25 | Germania (bandiera) | P     | Pepa Jaeschke      |
| 26 | Turchia (bandiera)  | D     | Feride Bakır       |
| 30 | Germania (bandiera) | D     | Carolin Simon      |
| 31 | Germania (bandiera) | D     | Susanne Kasperczyk |

## Calciomercato

### Sessione estiva
| Acquisti | Acquisti            | Acquisti             | Acquisti                  |
| R.       | Nome                | da                   | Modalità                  |
| -------- | ------------------- | -------------------- | ------------------------- |
| D        | Marisa Ewers        | Amburgo              | definitivo                |
| D        | Laura Leluschko     | Bayer Leverkusen U19 | aggregata dalle giovanili |
| D        | Sarah Peters        | Fortuna Dilkrath     | definitivo                |
| C        | Isabel Kerschowski  | Turbine Potsdam      | definitivo                |
| C        | Ramona Petzelberger | Bad Neuenahr         | definitivo                |

| Cessioni | Cessioni            | Cessioni            | Cessioni                       |
| R.       | Nome                | a                   | Modalità                       |
| -------- | ------------------- | ------------------- | ------------------------------ |
| P        | Katharina Geuer     | Bayer Leverkusen II | aggregata alla squadra riserve |
| D        | Johanna Elsig       | Turbine Potsdam     | definitivo                     |
| D        | Stephanie Mpalaskas | Borussia M'gladbach | definitivo                     |
| C        | Natalie Moik        | VCU Rams            | definitivo                     |
| C        | Sally Shipard       | Canberra United     | definitivo                     |
| A        | Mandana Knopf       | Colonia             | definitivo                     |
| A        | Shelley Thompson    | Bad Neuenahr        | definitivo                     |

### Sessione invernale
| Acquisti | Acquisti      | Acquisti  | Acquisti   |
| R.       | Nome          | da        | Modalità   |
| -------- | ------------- | --------- | ---------- |
| C        | Carolin Simon | Wolfsburg | definitivo |

| Cessioni | Cessioni | Cessioni | Cessioni |
| R.       | Nome     | a        | Modalità |
| -------- | -------- | -------- | -------- |
|          |          |          |          |

## Risultati

### Frauen-Bundesliga

#### Girone di andata
| Arbitro: | Storch-Schäfer (Petersberg) |

|                          |           |                              |
| O'Sullivan 50’ Maier 53’ | Marcatori | 17’ Prießen 76’ (aut.) Clark |

| Arbitro: | Wozniak (Herne) |

|            |           |          |
| Prießen 3’ | Marcatori | 88’ Andō |

| Arbitro: | Eisenhardt (Holzgerlingen) |

|                                               |           |                                   |
| Wich 5’ Marozsán 24’ Kulig 48’ Garefrekes 82’ | Marcatori | 20’ Knaak 55’ (rig.) Petzelberger |

| Arbitro: | Kurtes (Düsseldorf) |

|              |           |                |
| Beckmann 65’ | Marcatori | 28’ Ni. Rolser |

| Arbitro: | Heimann (Gladbeck) |

|                         |           |                   |
| Hagen 7’, 60’ Cross 22’ | Marcatori | 70’ Dej 90’ Weber |

| Arbitro: | Derlin (Bad Schwartau) |

|           |           |                             |
| Weber 67’ | Marcatori | 50’ Utes 80’ (rig.) Schiewe |

| Essen 28 ottobre 2012, ore 14:00 CET 7ª giornata | SGS Essen               | 0 – 0 referto | Bayer Leverkusen | Stadion Essen (842 spett.)\| Arbitro: \| Müller-Schmäh (Potsdam) \| |
| Arbitro:                                         | Müller-Schmäh (Potsdam) |               |                  |                                                                     |

| Arbitro: | Kurtes (Düsseldorf) |

|                                                                    |           |  |
| Müller 15’, 72’, 83’ Jakabfi 23’ Popp 25’, 45’ Goeßling 36’ (rig.) | Marcatori |  |

| Arbitro: | Heimann (Gladbeck) |

|                            |           |                                                 |
| Kerschowski 14’ Linden 36’ | Marcatori | 26’ Göransson 28’ Mirlach 76’, 90’ (rig.) Ōgimi |

| Arbitro: | Appelmann (Sörgenloch) |

|            |           |                                                    |
| Gessat 49’ | Marcatori | 11’ (rig.) Prießen 44’ Kasperczyk 47’ Petzelberger |

| Arbitro: | Rafalski (Baunatal) |

|                                  |           |  |
| Beckmann 10’, 54’ Knaak 61’, 73’ | Marcatori |  |

#### Girone di ritorno
| Arbitro: | Elsner (Duisburg) |

|                  |           |          |
| Petzelberger 59’ | Marcatori | 47’ Abbé |

| Arbitro: | Derlin (Bad Schwartau) |

|              |           |                 |
| Islacker 36’ | Marcatori | 57’, 80’ Linden |

| Arbitro: | Wozniak (Herne) |

|  |           |                              |
|  | Marcatori | 18’, 79’ Garefrekes 65’ Butt |

| Bad Neuenahr-Ahrweiler 17 aprile 2013, ore 17:30 CEST 15ª giornata | Bad Neuenahr        | 0 – 0 referto | Bayer Leverkusen | Apollinarisstadion (272 spett.)\| Arbitro: \| Kurtes (Düsseldorf) \| |
| Arbitro:                                                           | Kurtes (Düsseldorf) |               |                  |                                                                      |

| Arbitro: | Müller-Schmäh (Potsdam) |

|                      |           |             |
| Simon 46’ Schwab 78’ | Marcatori | 28’ Rudelić |

| Arbitro: | Lohmeyer (Holtland) |

|  |           |                         |
|  | Marcatori | 73’ Schwab 85’ Hendrich |

| Leverkusen 13 aprile 2013, ore 14:00 CEST 18ª giornata | Bayer Leverkusen | 0 – 0 referto | SGS Essen | Ulrich-Haberland-Stadion (208 spett.)\| Arbitro: \| Turac (Berlino) \| |
| Arbitro:                                               | Turac (Berlino)  |               |           |                                                                        |

| Arbitro: | Söder (Ingolstadt) |

|           |           |                                             |
| Knaak 18’ | Marcatori | 15’ Blässe 60’ Müller 72’ Keßler 84’ Magull |

| Arbitro: | Lohmeyer (Holtland) |

|                           |           |  |
| Ōgimi 42’ Añonma 71’, 85’ | Marcatori |  |

| Arbitro: | Elsner (Duisburg) |

|                                |           |  |
| Weber 63’ Linden 75’ Knaak 84’ | Marcatori |  |

| Arbitro: | Müller-Schmäh (Potsdam) |

|                               |           |                     |
| Julević 12’ Loipersberger 85’ | Marcatori | 15’ Barth 67’ Simon |

### DFB-Pokal der Frauen
| Arbitro: | Appelmann (Sörgenloch) |

|                  |           |                                                                           |
| Klitzsch 8’, 10’ | Marcatori | 6’ Beckmann 52’, 89’ Linden 59’ Ewers 72’ Kasperczyk 73’ T. Knaak 79’ Dej |

| Arbitro: | Biehl (Siesbach) |

|             |           |                        |
| Linden 119’ | Marcatori | 105’ Martens 120’ Andō |

## Statistiche

### Statistiche di squadra
| Competizione         | Punti | In casa | In casa | In casa | In casa | In casa | In casa | In trasferta | In trasferta | In trasferta | In trasferta | In trasferta | In trasferta | Totale | Totale | Totale | Totale | Totale | Totale | DR |
| Competizione         | Punti | G       | V       | N       | P       | Gf      | Gs      | G            | V            | N            | P            | Gf           | Gs           | G      | V      | N      | P      | Gf     | Gs     | DR |
| -------------------- | ----- | ------- | ------- | ------- | ------- | ------- | ------- | ------------ | ------------ | ------------ | ------------ | ------------ | ------------ | ------ | ------ | ------ | ------ | ------ | ------ | -- |
| Frauen-Bundesliga    | 26    | 11      | 4       | 3       | 4       | 16      | 17      | 11           | 2            | 5            | 4            | 15           | 23           | 22     | 6      | 8      | 8      | 31     | 40     | -9 |
| DFB-Pokal der Frauen | -     | 1       | 0       | 0       | 1       | 1       | 2       | 1            | 1            | 0            | 0            | 7            | 2            | 2      | 1      | 0      | 1      | 8      | 4      | +4 |
| Totale               | -     | 12      | 4       | 3       | 5       | 17      | 19      | 12           | 3            | 5            | 4            | 22           | 25           | 24     | 7      | 8      | 9      | 39     | 44     | -5 |

### Andamento in campionato
| Giornata  | 1 | 2 | 3  | 4  | 5  | 6  | 7  | 8  | 9  | 10 | 11 | 12 | 13 | 14 | 15 | 16 | 17 | 18 | 19 | 20 | 21 | 22 |
| --------- | - | - | -- | -- | -- | -- | -- | -- | -- | -- | -- | -- | -- | -- | -- | -- | -- | -- | -- | -- | -- | -- |
| Luogo     | T | T | T  | C  | T  | C  | T  | T  | C  | T  | C  | C  | C  | C  | T  | C  | T  | C  | C  | T  | C  | T  |
| Risultato | N | N | P  | N  | P  | P  | N  | P  | P  | V  | V  | N  | V  | P  | N  | V  | V  | N  | P  | P  | V  | N  |
| Posizione | 6 | 9 | 10 | 10 | 10 | 11 | 11 | 11 | 11 | 10 | 10 | 9  | 9  | 9  | 8  | 8  |    | 7  | 8  | 8  | 8  | 8  |

Legenda:

Luogo: C = Casa; T = Trasferta. Risultato: V = Vittoria; N = Pareggio; P = Sconfitta.

### Statistiche delle giocatrici
| Giocatore       | Frauen-Bundesliga | Frauen-Bundesliga | Frauen-Bundesliga | Frauen-Bundesliga | DFB-Pokal der Frauen | DFB-Pokal der Frauen | DFB-Pokal der Frauen | DFB-Pokal der Frauen | Totale   | Totale | Totale      | Totale     |
| Giocatore       | Presenze          | Reti              | Ammonizioni       | Espulsioni        | Presenze             | Reti                 | Ammonizioni          | Espulsioni           | Presenze | Reti   | Ammonizioni | Espulsioni |
| --------------- | ----------------- | ----------------- | ----------------- | ----------------- | -------------------- | -------------------- | -------------------- | -------------------- | -------- | ------ | ----------- | ---------- |
| F. Bakır        | 6                 | 0                 | 0                 | 0                 | 1                    | 0                    | 0                    | 0                    | 7        | 0      | 0           | 0          |
| M. Barth        | 16                | 1                 | 0                 | 0                 | 2                    | 0                    | 0                    | 0                    | 18       | 1      | 0           | 0          |
| E. Beckmann     | 14                | 3                 | 0                 | 0                 | 2                    | 1                    | 0                    | 0                    | 16       | 4      | 0           | 0          |
| A. Calicchio    | -                 | -                 | -                 | -                 | -                    | -                    | -                    | -                    | -        | -      | -           | -          |
| C. Dej          | 9                 | 1                 | 1                 | 0                 | 1                    | 1                    | 0                    | 0                    | 10       | 2      | 1           | 0          |
| M. Ewers        | 22                | 0                 | 2                 | 0                 | 2                    | 1                    | 0                    | 0                    | 24       | 1      | 2           | 0          |
| M. Heep         | 2                 | 0                 | 0                 | 0                 | 1                    | 0                    | 0                    | 0                    | 3        | 0      | 0           | 0          |
| M. Hegering     | 6                 | 0                 | 0                 | 0                 | -                    | -                    | -                    | -                    | 6        | 0      | 0           | 0          |
| K. Hendrich     | 22                | 1                 | 1                 | 0                 | 1                    | 0                    | 1                    | 0                    | 23       | 1      | 2           | 0          |
| P. Jaeschke     | 1                 | 0                 | 0                 | 0                 | -                    | -                    | -                    | -                    | 1        | 0      | 0           | 0          |
| C. Kalin        | 21                | 0                 | 3                 | 0                 | 2                    | 0                    | 1                    | 0                    | 23       | 0      | 4           | 0          |
| S. Kasperczyk   | 14                | 1                 | 0                 | 0                 | 2                    | 1                    | 1                    | 0                    | 16       | 2      | 1           | 0          |
| I. Kerschowski  | 22                | 1                 | 0                 | 0                 | 2                    | 0                    | 0                    | 0                    | 24       | 1      | 0           | 0          |
| A. Klink        | 14                | -31               | 0                 | 0                 | 2                    | -4                   | 0                    | 0                    | 16       | -35    | 0           | 0          |
| T. Knaak        | 22                | 5                 | 3                 | 0                 | 2                    | 1                    | 0                    | 0                    | 24       | 6      | 3           | 0          |
| A. Knopp        | 3                 | 0                 | 0                 | 0                 | 0                    | 0                    | 0                    | 0                    | 3        | 0      | 0           | 0          |
| L. Leluschko    | 2                 | 0                 | 0                 | 0                 | 1                    | 0                    | 0                    | 0                    | 3        | 0      | 0           | 0          |
| I. Linden       | 20                | 4                 | 2                 | 0                 | 2                    | 3                    | 0                    | 0                    | 22       | 7      | 2           | 0          |
| S. Peters       | -                 | -                 | -                 | -                 | -                    | -                    | -                    | -                    | -        | -      | -           | -          |
| R. Petzelberger | 21                | 3                 | 0                 | 0                 | 1                    | 0                    | 0                    | 0                    | 22       | 3      | 0           | 0          |
| M. Prießen      | 20                | 3                 | 5                 | 0                 | 2                    | 0                    | 1                    | 0                    | 22       | 3      | 6           | 0          |
| H. Sahlmann     | -                 | -                 | -                 | -                 | -                    | -                    | -                    | -                    | -        | -      | -           | -          |
| L. Schmitz      | 8                 | -9                | 0                 | 0                 | -                    | -                    | -                    | -                    | 8        | -9     | 0           | 0          |
| L. Schwab       | 11                | 2                 | 0                 | 0                 | -                    | -                    | -                    | -                    | 11       | 2      | 0           | 0          |
| C. Simon        | 8                 | 2                 | 1                 | 0                 | -                    | -                    | -                    | -                    | 8        | 2      | 1           | 0          |
| L. Steinbach    | -                 | -                 | -                 | -                 | -                    | -                    | -                    | -                    | -        | -      | -           | -          |
| F. Weber        | 20                | 3                 | 2                 | 0                 | 2                    | 0                    | 0                    | 0                    | 22       | 3      | 2           | 0          |